# دبل
دِبِل (به عربی: دِبِل) یک منطقهٔ مسکونی در لبنان می‌باشد که در استان نبطیه واقع شده‌است.